# Bídníci (film, 2019)
Bídníci, ve francouzském originále Les Misérables, je francouzský dramatický thriller režiséra Ladje Lyho, který je zároveň spoluautorem scénáře. Jedná se o režisérův první celovečerní film. Ly dva roky před vydáním filmu natočil stejnojmenný krátkometrážní film, který sloužil jako inspirace k tomuto filmu a též se v něm objevili stejní herci. Byl také nominován na Césara pro nejlepší krátkometrážní film a získal cenu na mezinárodním festivalu krátkometrážních filmů Clermont-Ferrand.
V hlavních rolích se objevili Damien Bonnard, Alexis Manenti, Djebril Zonga, Issa Perica, Al-Hassan Ly a Steve Tientcheu. Film byl poprvé uveden 15. května 2019 v rámci Mezinárodního festivalu v Cannes, kde získal cenu poroty. Poté získal čtyři Césary, včetně ceny pro nejlepší film, a také nominaci na Oscara za nejlepší cizojazyčný film.
Oficiální premiéra filmu ve Francii proběhla 20. listopadu 2019, v Česku měl film premiéru 30. ledna 2020. Film ve francouzských kinech navštívily přes 2 miliony diváků, čímž se stal nejúspěšnějším filmem distribuční společnosti Le Pacte.

## O filmu
Film, který se odehrává v obci Montfermeil, městě ve východní části metropolitní oblasti Paříže, po mistrovství světa ve fotbale 2018, vychází ze skutečné události policejního násilí, k němuž došlo ve městě 14. října 2008 a které Ly pozoroval a natočil. Příběh sleduje několik postav v komuně, kde krádež teenagera přeroste v hrozbu velké krize. Název filmu je odkazem na stejnojmenný román Victora Huga z roku 1862, který byl napsán v Montfermeil a částečně se v něm odehrává; v románu se v Montfermeil odehrává také setkání Jeana Valjeana a Cosetty, dívky zneužívané adoptivními rodiči. Film zobrazuje týrání chudých občanů, zejména dospívajících příslušníků subsaharské Afriky nebo maghrebského etnika, a zdůrazňuje neustále trvající neblahý osud chudých lidí v Montfermeil.

## Obsazení
| Damien Bonnard    | Stéphane Ruiz |
| Alexis Manenti    | Chris         |
| Djebril Zonga     | Gwada         |
| Issa Perica       | Issa          |
| Al-Hassan Ly      | Buzz          |
| Steve Tientcheu   | starosta      |
| Almamy Kanoute    | Salah         |
| Nizar Ben Fatma   | La Pince      |
| Jeanne Balibarová | komisařka     |

## Ocenění a nominace

### Ocenění
- Festival v Cannes 2019:
  - Cena poroty
  - Cena Vulcain za nejlepší technickou profesi spojenou s filmem: Flora Volpelière za střih a Julien Poupard za kameru
  - Cena Francouzská asociace artových kin: zvláštní uznání
- Festival amerického filmu v Deauville 2019: Cena Ornano-Valenti
- Evropské filmové ceny 2019: Objev roku – cena FIPRESCI
- Mezinárodní filmový festival v Durbanu 2019:
  - Cena za nejlepší film
  - Cena za nejlepší scénář
- Ceny Goya 2020: Cena za nejlepší evropský film
- Prix Lumières 2020:
  - Nejlepší film
  - Nejlepší scénář
  - Nejslibnější herec (Alexis Manenti)
- César 2020:
  - César diváků
  - César pro nejlepší film
  - César pro nejslibnějšího herce (Alexis Manenti)
  - César pro nejlepší střih

### Nominace
- Ceny BAFTA 2020: nejlepší cizojazyčný film
- Oscar 2020: Oscar za nejlepší cizojazyčný film
- Zlatý glóbus 2020: Zlatý glóbus za nejlepší cizojazyčný film
- César 2020:
  - César pro nejlepšího režiséra
  - César pro nejlepšího herce (Damien Bonnard)
  - César pro nejslibnějšího herce (Djebril Zonga)
  - César pro nejlepší původní scénář
  - César pro nejlepší kameru
  - César pro nejlepší zvuk
  - César pro nejlepší filmovou hudbu
  - César pro nejlepší filmový debut